# Fútbol Femenino en los Juegos Panafricanos de 2019
El Fútbol Femenino en los Juegos Panafricanos de 2019 fue la quinta edición de ese torneo. Para la edición 2019 participaron equipos menores de 20 años.

## Fase de grupos

### Grupo A
| País              | J | G | E | P | GF | GC | GD | Pts |
| ----------------- | - | - | - | - | -- | -- | -- | --- |
| Marruecos         | 3 | 3 | 0 | 0 | 9  | 3  | +6 | 9   |
| Argelia           | 3 | 2 | 0 | 1 | 4  | 3  | +1 | 6   |
| Guinea Ecuatorial | 2 | 0 | 0 | 2 | 0  | 3  | −3 | 0   |
| Malí              | 2 | 0 | 0 | 2 | 1  | 5  | −4 | 0   |

| 17 de agosto de 2019 | Marruecos                       | 3:2 | Argelia                       | Stade Boubker Ammar, Salé |             |
| 17:00                | - Mouadni 29', 59' - Stiten 84' |     | - Bensenouci 49' - Bekhti 52' | Árbitro(s):               | Árbitro(s): |

| 17 de agosto de 2019 | Malí | Cancelado | Guinea Ecuatorial | Stade Boubker Ammar, Salé |  |
|                      |      |           |                   | Árbitro(s):               |  |

| 20 de agosto de 2019 | Argelia | 1:0 | Malí | Stade Boubker Ammar, Salé |             |
| 17:00                |         |     |      | Árbitro(s):               | Árbitro(s): |

| 20 de agosto de 2019 | Guinea Ecuatorial | 0:2 | Marruecos                  | Stade Boubker Ammar, Salé |             |
| 20:00                |                   |     | - Stiten 60' - Mouadni 61' | Árbitro(s):               | Árbitro(s): |

| 23 de agosto de 2019 | Argelia | 1:0 | Guinea Ecuatorial | Stade Académie Mohammed VI, Salé |             |
| 16:30                |         |     |                   | Árbitro(s):                      | Árbitro(s): |

| 23 de agosto de 2019 | Marruecos | 4:1 | Malí | Stade Boubker Ammar, Salé |             |
| 16:30                |           |     |      | Árbitro(s):               | Árbitro(s): |

### Grupo B
| País               | J | G | E | P | GF | GC | GD | Pts |
| ------------------ | - | - | - | - | -- | -- | -- | --- |
| Nigeria            | 2 | 1 | 1 | 0 | 4  | 1  | +3 | 4   |
| Camerún            | 2 | 1 | 1 | 0 | 2  | 1  | +1 | 4   |
| Sudáfrica          | 2 | 0 | 0 | 2 | 0  | 4  | −4 | 0   |
| Zambia (se retiró) | 0 | 0 | 0 | 0 | 0  | 0  | 0  | 0   |

| 18 de agosto de 2019 | Camerún | Zambia se retiró | Zambia | Stade Académie Mohammed VI, Salé |             |
| 17:00                |         |                  |        | Árbitro(s):                      | Árbitro(s): |

| 18 de agosto de 2019 | Sudáfrica | 0:3 | Nigeria                             | Stade des Chênes, |             |
| 20:00                |           |     | - Monday 4' - Olapade 40' - Aku 65' | Árbitro(s):       | Árbitro(s): |

| 21 de agosto de 2019 | Zambia | Zambia se retiró | Sudáfrica | Stade Académie Mohammed VI, Salé |             |
| 17:00                |        |                  |           | Árbitro(s):                      | Árbitro(s): |

| 21 de agosto de 2019 | Nigeria | 1:1 | Camerún | Stade Académie Mohammed VI, Salé |             |
| 20:00                |         |     |         | Árbitro(s):                      | Árbitro(s): |

| 24 de agosto de 2019 | Camerún | 1:0 | Sudáfrica | Stade Académie Mohammed VI, Salé |             |
| 19:00                |         |     |           | Árbitro(s):                      | Árbitro(s): |

| 24 de agosto de 2019 | Zambia | Zambia se retiró | Nigeria | Stade Boubker Ammar, Salé |             |
| 19:00                |        |                  |         | Árbitro(s):               | Árbitro(s): |

## Fase final

### Semifinales
| 26 de agosto de 2019 | Nigeria | 3:0 | Argelia | Stade Boubker Ammar, Salé |             |
| 17:00                |         |     |         | Árbitro(s):               | Árbitro(s): |

| 26 de agosto de 2019 | Marruecos | 1:3 | Camerún | Stade Boubker Ammar, Salé |             |
| 20:00                |           |     |         | Árbitro(s):               | Árbitro(s): |

### Medalla de bronce
| 28 de agosto de 2019 | Argelia | 1:2 | Marruecos | Stade Boubker Ammar, Salé |             |
| 17:30                |         |     |           | Árbitro(s):               | Árbitro(s): |

### Medalla de oro
| 29 de agosto de 2019 | Nigeria | 0:0 (t. s.)(3:2 p.) | Camerún | Stade Boubker Ammar, Salé |             |
| 17:00                |         |                     |         | Árbitro(s):               | Árbitro(s): |

## Campeón
| Fútbol Femenino en los Juegos Panafricanos de 2019 |
| -------------------------------------------------- |
| Bandera de Nigeria                                 |
| Nigeria 3º Título                                  |